# Lauren Kitchen
Lauren Kitchen (Armidale (Nueva Gales del Sur), 21 de noviembre de 1990) es una ciclista australiana. Debutó como profesional en 2012 tras destacar en carreras amateurs de Australia que la dieron acceso a los Campeonatos Mundiales en Ruta juveniles (2007-2008) y luego a gran cantidad de carreras profesionales con la Selección de Australia -incluyendo pruebas de la Copa del Mundo y el Giro de Italia Femenino-.
En 2011 fichó por el equipo amateur Rabo Lady Force, por aquel entonces filial del Rabobank Women -el mejor equipo ciclista femenino del mundo-, y al año siguiente subió a ese «primer equipo». En 2013 fichó por el Wiggle Honda, otro de los mejores equipos del mundo, pero de nuevo dejó ese equipo; durante esos años, en carreras profesionales, solo consiguió top-10 aislados en pruebas de un día. Desde 2014 está en el Hitec Products en el que sí ha logrado conseguir victorias profesionales con cuatro en 2015 -el Campeonato Oceánico en Ruta entre otros- que la dieron acceso a participar en el Campeonato Mundial en Ruta 2015.
El 21 de mayo de 2021 anunció su retirada después de que una caída sufrida el año anterior le lastrara físicamente.

## Palmarés
2008 (como amateur)
- 2.ª en el Campeonato de Australia Persecución por Equipos (haciendo equipo con Ashlee Ankudinoff y Megan Dunn)

2014
- 2.ª en el Campeonato de Australia en Ruta

2015
- 2.ª en el Campeonato Oceánico Contrarreloj
- Campeonato Oceánico en Ruta
- 1 etapa del Tour de Tailandia
- Tour de la Isla de Zhoushan, más 1 etapa

2018
- 2.ª en el Campeonato de Australia en Ruta
- Gran Premio de Isbergues

## Resultados en Grandes Vueltas y Campeonatos del Mundo
Durante su carrera deportiva consiguió los siguientes puestos en las Grandes Vueltas femeninas y en los Campeonatos del Mundo en carretera:
| Carrera         | Carrera         | 2009 | 2010 | 2011 | 2012 | 2013 | 2014  | 2015 | 2016 | 2017 | 2018 | 2019 | 2020 |
| --------------- | --------------- | ---- | ---- | ---- | ---- | ---- | ----- | ---- | ---- | ---- | ---- | ---- | ---- |
|                 | Giro de Italia  | 69.ª | 83.ª | —    | 83.ª | 99.ª | 117.ª | —    | 70.ª | 59.ª | Ab.  | —    | —    |
|                 | Tour de l'Aude  | —    | —    | X    | X    | X    | X     | X    | X    | X    | X    | X    | X    |
|                 | Grande Boucle   | —    | X    | X    | X    | X    | X     | X    | X    | X    | X    | X    | X    |
| Mundial en Ruta | Mundial en Ruta | —    | —    | —    | —    | —    | —     | 28.ª | 69.ª | —    | —    | Ab.  | —    |

—: no participa

Ab.: abandono

X: ediciones no celebradas

## Equipos
- Rabobank Women Cycling Team (2012)
- Wiggle Honda (2013)
- Hitec Products (2014-2016)
- WM3 Energie (2017)
- FDJ Nouvelle Aquitaine Futuroscope (2018-2021)